# Reichstagswahlkreis Großherzogtum Oldenburg 3

Die Wahlkreisaufteilung des Deutschen Reichs.

Der Reichstagswahlkreis Großherzogtum Oldenburg 3 (in der reichsweiten Durchnummerierung auch Reichstagswahlkreis 360; auch Reichstagswahlkreis Vechta-Cloppenburg genannt) war der dritte Reichstagswahlkreis für das Großherzogtum Oldenburg für die Reichstagswahlen im Deutschen Reich und im Norddeutschen Bund von 1867 bis 1918.

## Wahlkreiszuschnitt
Der Wahlkreis umfasste die Stadt Delmenhorst, das Amt Delmenhorst, das Amt Wildeshausen, das Amt Vechta, das Amt Cloppenburg, das Amt Friesoythe und aus dem Amt Elsfleth die Gemeinden Berne, Neuenhuntorf, Warfleth und Bardewisch.
Der Wahlkreis war eine Parteihochburg des Zentrums. Das Zentrum gewann alle Wahlen im ersten Wahlgang mit meist sehr hohen Mehrheiten.
| Jahr | Einwohner |
| ---- | --------- |
| 1890 | 104.776   |
| 1895 | 110.542   |
| 1900 | 120.170   |
| 1905 | 130.798   |
| 1910 | 143.206   |

|      | Landwirtschaft | Industrie und Gewerbe | Handel und Dienstleistungen |
| ---- | -------------- | --------------------- | --------------------------- |
| 1895 | 71,4           | 21,7                  | 7,0                         |
| 1907 | 62,5           | 27,8                  | 9,7                         |

|      | Evangelisch | Katholisch |
| ---- | ----------- | ---------- |
| 1890 | 38,7        | 60,6       |
| 1905 | 40,3        | 59,4       |
| 1910 | 39,8        | 59,7       |

## Abgeordnete
| Wahl                                        | Abgeordneter                 | Partei              | Bild |
| ------------------------------------------- | ---------------------------- | ------------------- | ---- |
| Reichstagswahl Februar 1867 bis August 1867 | Arnold Kitz                  | BKV                 | 0    |
| Reichstagswahl August 1867 bis 1874         | Anton Franz Johann Russell   | BKV, später Zentrum |      |
| Reichstagswahl 1874 bis 1903                | Ferdinand Heribert von Galen | Zentrum             |      |
| Reichstagswahl 1903 bis 1907                | Heinrich Eduard Burlage      | Zentrum             |      |
| Ersatzwahl 1907 bis 1918                    | Friedrich Mathias von Galen  | Zentrum             |      |

## Wahlen

### 1867 (Februar)
Es fand nur ein Wahlgang statt. Die Zahl der gültigen Stimmen betrug 10484.
| Kandidat    | Partei | Stimmen | in % | Anmerkungen |
| ----------- | ------ | ------- | ---- | ----------- |
| Arnold Kitz | BKV    | 3778    | 0    | 0           |

### 1867 (August)
Es fand nur ein Wahlgang statt. Die Zahl der gültigen Stimmen betrug 6140.
| Kandidat                   | Partei | Stimmen | in % | Anmerkungen |
| -------------------------- | ------ | ------- | ---- | ----------- |
| Anton Franz Johann Russell | BKV    | 3499    | 0    | 0           |

### 1871
Es fand ein Wahlgang statt. 19.402 Männer waren wahlberechtigt. Die Zahl der abgegebenen Stimmen betrug 10.995, 27 Stimmen waren ungültig. Die Wahlbeteiligung betrug 58,8 %.
| Kandidat                   | Partei   | Stimmen | in % | Anmerkungen |
| -------------------------- | -------- | ------- | ---- | ----------- |
| Anton Franz Johann Russell | Zentrum  | 8791    | 0    | 0           |
| Selkmann                   | DRP      | 2200    | 0    | 0           |
| 0                          | Sonstige | 4       | 0    | 0           |

### 1874
Es fand ein Wahlgang statt. 22.171 Männer waren wahlberechtigt. Die Zahl der abgegebenen Stimmen betrug 17.463, 29 Stimmen waren ungültig. Die Wahlbeteiligung betrug 78,9 %.
| Kandidat                     | Partei   | Stimmen | in % | Anmerkungen |
| ---------------------------- | -------- | ------- | ---- | ----------- |
| Ferdinand Heribert von Galen | Zentrum  | 12.726  | 0    | 0           |
| Graf von Moltke              | Kons     | 4654    | 0    | 0           |
| Frick                        | 79       | 0       | 0    |             |
| 0                            | Sonstige | 4       | 0    | 0           |

### 1877
Es fand ein Wahlgang statt. 22.754 Männer waren wahlberechtigt. Die Zahl der abgegebenen Stimmen betrug 15.081, 25 Stimmen waren ungültig. Die Wahlbeteiligung betrug 66,4 %.
| Kandidat                     | Partei   | Stimmen | in % | Anmerkungen |
| ---------------------------- | -------- | ------- | ---- | ----------- |
| Ferdinand Heribert von Galen | Zentrum  | 12.228  | 0    | 0           |
| von Berg                     | DRP      | 2638    | 0    | 0           |
|                              | 206      | 0       | 0    |             |
| 0                            | Sonstige | 9       | 0    | 0           |

### 1878
Es fand ein Wahlgang statt. 23.022 Männer waren wahlberechtigt. Die Zahl der abgegebenen Stimmen betrug 14.339, 9 Stimmen waren ungültig. Die Wahlbeteiligung betrug 62,3 %.
| Kandidat                     | Partei   | Stimmen | in % | Anmerkungen |
| ---------------------------- | -------- | ------- | ---- | ----------- |
| Ferdinand Heribert von Galen | Zentrum  | 12.224  | 0    | 0           |
| von Heimburg                 | NLP      | 1358    | 0    | 0           |
| von Berg                     | DRP      | 653     | 0    | 0           |
| Frick                        | 93       | 0       | 0    |             |
| 0                            | Sonstige | 11      | 0    | 0           |

### 1881
Es fand ein Wahlgang statt. 22.392 Männer waren wahlberechtigt. Die Zahl der abgegebenen Stimmen betrug 12.393, 14 Stimmen waren ungültig. Die Wahlbeteiligung betrug 53,4 %.
| Kandidat                     | Partei   | Stimmen | in % | Anmerkungen |
| ---------------------------- | -------- | ------- | ---- | ----------- |
| Ferdinand Heribert von Galen | Zentrum  | 11.664  | 0    | 0           |
| Rudolph von Bennigsen        | NLP      | 678     | 0    | 0           |
| 0                            | Sonstige | 51      | 0    | 0           |

### 1884
Es fand ein Wahlgang statt. 22.581 Männer waren wahlberechtigt. Die Zahl der abgegebenen Stimmen betrug 12.711, 10 Stimmen waren ungültig. Die Wahlbeteiligung betrug 56,3 %.
| Kandidat                     | Partei   | Stimmen | in % | Anmerkungen |
| ---------------------------- | -------- | ------- | ---- | ----------- |
| Ferdinand Heribert von Galen | Zentrum  | 11.943  | 0    | 0           |
|                              | NLP      | 601     | 0    | 0           |
|                              | F        | 153     | 0    | 0           |
| 0                            | Sonstige | 14      | 0    | 0           |

### 1887
Es fand ein Wahlgang statt. .Männer waren wahlberechtigt. Die Zahl der abgegebenen Stimmen betrug 15.856, 24 Stimmen waren ungültig. Die Wahlbeteiligung betrug 68,4 %.
| Kandidat                     | Partei   | Stimmen | in % | Anmerkungen |
| ---------------------------- | -------- | ------- | ---- | ----------- |
| Ferdinand Heribert von Galen | Zentrum  | 13.045  | 0    | 0           |
|                              | NLP      | 2441    | 0    | 0           |
|                              | S        | 306     | 0    | 0           |
| 0                            | Sonstige | 64      | 0    | 0           |

### 1890
Es fand ein Wahlgang statt. Die Zahl der Wahlberechtigten betrug 23.440. Die Zahl der abgegebenen gültigen Stimmen betrug 14.080, 22 Stimmen waren ungültig. Die Wahlbeteiligung belief sich auf 60,1 %.
| Kandidat                     | Partei   | Stimmen | in %  | Anmerkungen          |
| ---------------------------- | -------- | ------- | ----- | -------------------- |
| Albert Hänel                 | DF       | 187     | 1,3 % | 0                    |
| Hugo Hinze                   | DFP      | 69      | 0,5 % | 0                    |
| Rudolph von Bennigsen        | NLP      | 815     | 5,8 % | 0                    |
| Paul Peter Johannes Hug      | SPD      | 637     | 4,6 % | 0                    |
| Ferdinand Heribert von Galen | Zentrum  | 12.240  | 87,1  | 0                    |
| Lieber                       | Zentrum  | 74      | 0,5   | Dr. jur. aus Hamburg |
| 0                            | Sonstige | 74      | 0,5 % | 0                    |

### 1893
Es fand ein Wahlgang statt. Die Zahl der Wahlberechtigten betrug 23.831. Die Zahl der abgegebenen gültigen Stimmen betrug 14.386, 25 Stimmen waren ungültig. Die Wahlbeteiligung belief sich auf 60,4 %.
| Kandidat                     | Partei   | Stimmen | in %  | Anmerkungen                 |
| ---------------------------- | -------- | ------- | ----- | --------------------------- |
| Leopold Heinrich Müller      | DR       | 120     | 0,8 % | Dr. Rechtsanwalt aus Bremen |
| Albert Traeger               | FVP      | 117     | 0,8   | 0                           |
| Hugo Hinze                   | DFP      | 64      | 0,5 % | 0                           |
| Rudolph von Bennigsen        | NLP      | 1126    | 7,8 % | 0                           |
| Paul Peter Johannes Hug      | SPD      | 985     | 6,9 % | 0                           |
| Ferdinand Heribert von Galen | Zentrum  | 11.853  | 82,5  | 0                           |
| Karl von Huene               | Zentrum  | 44      | 0,3   | 0                           |
| 0                            | Sonstige | 52      | 0,4 % | 0                           |

### 1898
Es fand ein Wahlgang statt. Die Zahl der Wahlberechtigten betrug 25.166. Die Zahl der abgegebenen gültigen Stimmen betrug 13.974, 29 Stimmen waren ungültig. Die Wahlbeteiligung belief sich auf 55,5 %.
| Kandidat                      | Partei   | Stimmen | in %  | Anmerkungen |
| ----------------------------- | -------- | ------- | ----- | ----------- |
| Benno Werner Liborius Meyer   | BdL      | 280     | 2,0 % | 0           |
| Max Liebermann von Sonnenberg | DSR      | 49      | 0,4   | 0           |
| Heinrich Rickert              | FVg      | 210     | 1,5 % | 0           |
| Hermann Freese                | FVg      | 34      | 0,2 % | 0           |
| Adolf Harbers                 | NLP      | 47      | 0,3 % | 0           |
| Friedrich Ebert               | SPD      | 1293    | 9,3 % | 0           |
| Ferdinand Heribert von Galen  | Zentrum  | 11.910  | 85,4  | 0           |
| 0                             | Sonstige | 122     | 0,9 % | 0           |

### 1903
Es fand ein Wahlgang statt. Die Zahl der Wahlberechtigten betrug 27.324. Die Zahl der abgegebenen gültigen Stimmen betrug 17.152, 52 Stimmen waren ungültig. Die Wahlbeteiligung belief sich auf 62,8 %.
| Kandidat          | Partei   | Stimmen | in %   | Anmerkungen                     |
| ----------------- | -------- | ------- | ------ | ------------------------------- |
| Schröder-Poggelow | BdL      | 27      | 0,2 %  | Dr., Berlin                     |
| Eugen Richter     | FVP      | 54      | 0,3 %  | 0                               |
| Hermann Freese    | FVg      | 26      | 0,2 %  | 0                               |
| Erk               | NLP      | 106     | 0,6 %  | Landgerichtsrat aus Saarbrücken |
| Friedrich Naumann | NS       | 85      | 0,5 %  | 0                               |
| Adolf Karl Schulz | SPD      | 2660    | 15,5 % | 0                               |
| Eduard Burlage    | Zentrum  | 13.985  | 81,8   | 0                               |
| 0                 | Sonstige | 157     | 0,9 %  | 0                               |

### 1907
Es fand ein Wahlgang statt. Die Zahl der Wahlberechtigten betrug 29.320. Die Zahl der abgegebenen gültigen Stimmen betrug 25.213, 25 Stimmen waren ungültig. Die Wahlbeteiligung belief sich auf 86,0 %.
| Kandidat          | Partei   | Stimmen | in %   | Anmerkungen |
| ----------------- | -------- | ------- | ------ | ----------- |
| Theodor Tantzen   | FVP      | 4093    | 16,2 % | 0           |
| Ernst Bassermann  | NLP      | 1613    | 6,4 %  | 0           |
| Josef Chociswski  | Polen    | 65      | 0,3 %  | 0           |
| Adolf Karl Schulz | SPD      | 3215    | 12,8 % | 0           |
| Eduard Burlage    | Zentrum  | 16.186  | 64,3   | 0           |
| 0                 | Sonstige | 16      | 0,1 %  | 0           |

### Ersatzwahl 1907
Die Ersatzwahl war notwendig geworden da Burlage an das Reichsgericht berufen worden war.
Es fand ein Wahlgang statt. Die Zahl der abgegebenen gültigen Stimmen betrug 15.779, 34 Stimmen waren ungültig. Die Wahlbeteiligung belief sich auf 53,8 %.
| Kandidat                    | Partei  | Stimmen | in %  | Anmerkungen           |
| --------------------------- | ------- | ------- | ----- | --------------------- |
| Ferdinand Hennings          | FVP     | 52      | 0,3 % | Landwirt in Altenesch |
| Woeken                      | NLP     | 686     | 4,4 % | Pastor aus Altenesch  |
| Friedrich Mathias von Galen | Zentrum | 14.909  | 94,7  | 0                     |
| Eduard von Fricken          | Zentrum | 71      | 0,4   | 0                     |

### 1912
Es fand ein Wahlgang statt. Die Zahl der Wahlberechtigten betrug 31.041. Die Zahl der abgegebenen gültigen Stimmen betrug 21.852, 55 Stimmen waren ungültig. Die Wahlbeteiligung belief sich auf 70,4 %.
| Kandidat                    | Partei   | Stimmen | in %   | Anmerkungen      |
| --------------------------- | -------- | ------- | ------ | ---------------- |
| Theodor Tantzen             | FoVP     | 1593    | 7,3 %  | 0                |
| Stöver                      | NLP      | 160     | 0,8 %  | Dr., Amtsrichter |
| Ernst Bassermann            | NLP      | 73      | 0,3 %  | 0                |
| Josef Chociswski            | Polen    | 88      | 0,4 %  | 0                |
| Adolf Karl Schulz           | SPD      | 3550    | 16,3 % | 0                |
| Friedrich Mathias von Galen | Zentrum  | 16.238  | 74,5   | 0                |
| 0                           | Sonstige | 95      | 0,4 %  | 0                |